# Апфелтрах
Апфелтрах (њем. Apfeltrach) општина је у њемачкој савезној држави Баварска. Једно је од 52 општинска средишта округа Унтералгој. Према процјени из 2010. у општини је живјело 962 становника. Посједује регионалну шифру (AGS) 9778113.

## Географија
Апфелтрах се налази у савезној држави Баварска у округу Унтералгој. Општина се налази на надморској висини од 620 метара. Површина општине износи 15,0 km². У самом мјесту је, према процјени из 2010. године, живјело 962 становника. Просјечна густина становништва износи 64 становника/km².